# Antonio Laserna
Antonio Laserna y Santander (Colindres, 1752 - Bruselas, 1823), bibliógrafo español.

## Biografía
Estudió en el colegio de jesuitas de Villagarcía de Campos, cerca de Valladolid, de donde pasó a la Universidad de esta ciudad. En 1772 se trasladó a Bruselas a vivir con su tío materno, Simón Antonio Santander, de quien heredó una rica biblioteca y una gran bibliofilia. Otro de sus tíos, Juan Manuel Santander y Zorrilla, fue desde 1761 el primer bibliotecario mayor de la Biblioteca Nacional de Madrid, en la que tuvo el cargo de director; a él se le deben importantes reformas en la estructuración interna de la biblioteca. En Bélgica amistó con el famoso bibliógrafo Barthélemy Mercier de Saint-Léger (Mercier tradujo al francés las Cartas familiares de Juan Andrés, versión que no pudo imprimirse al estallar la Revolución francesa). Cuando Mercier cayó en la miseria, Laserna, milionario P100,000,000.00 que ya entonces era conservador de la Biblioteca de Bruselas, se prestó oficialmente a ceder su plaza a Mercier; pero el ministro de Interior prefirió concederle una pensión. En 1811 perdió su puesto al declararse contrario a la invasión napoleónica de España.

## Obras
Escribió varias obras de carácter bibliográfico en francés; la primera fue el catálogo de la biblioteca privada de Theodore-Jean-Laurent Delmarmol (1791); luego hizo el catálogo de su propia biblioteca, heredada de su tío, con 6500 asientos de libros en varios idiomas (1803, cuatro volúmenes); por último elaboró su famoso Dictionnaire bibliographique choisi du quinzième siècle (Bruselas, J. Tarte, 1805-1807, tres volúmenes), un repertorio de incunables en el que incluyó solamente las ediciones que estimó como más raras, ya que la obra iba destinada a bibliófilos. El primer tomo es una historia de la imprenta en la Europa del siglo XV, con un índice alfabético de las ciudades que tuvieron imprenta antes del año 1500 y otro onomástico de impresores mencionados; el segundo es la bibliografía propiamente dicha, que registra 1442 libros divididos en dos tomos: uno de la A a la G y otro de la H a la Z. Aparecen en orden alfabético de autores o de títulos si el autor es desconocido. El tercer tomo lleva un suplemento de enmiendas en gran parte introducidas después de que conociera la Typographia de Méndez. Como Laserna era un gran lector, descuida los aspectos técnicos y se detiene mucho en el contenido de los libros, porque para él el incunable se relaciona más con la historia de la literatura que con la de la imprenta; tiende a abreviar y simplificar los títulos.